# Forteresse de Sala
La forteresse de Sala (en italien : Rocca  di Sala), également connue sous le nom de Rocca Ghibellina, était un élément de la défense de Pietrasanta, dans la province de Lucques en Toscane.

## Historique
D'origine lombarde, la forteresse a une grande importance historique et culturelle. Des personnages historiques qui sont passés et ont séjourné à Pietrasanta, comme Charles VIII et Charles Quint, y ont trouvé logement.
Au XVIIIe siècle, elle fut désarmée et vendue sur ordre de Léopold II grand-duc de Toscane. Depuis lors, la forteresse a progressivement subi un état d'abandon presque complet qui a conduit à la perte d'une partie de ses murailles et du Palais Guinigi, la résidence royale qui se trouvait à l'intérieur.
En 2012, la FAI a organisé des visites pour faire connaître le lieu et le protéger d'un point de vue artistique et historique.
Depuis 2017, la Rocca di Sala est en cours de restauration pour la ramener à son état d'origine : 500 000 € ont été investis par la province de Lucques.

### Les anciennes murailles de Pietrasanta
Pietrasanta était dotée de murailles pour la protection du village médiéval. Une porte de ville existe encore, la Porta a Pisa.

### Curiosité
Fernando Botero (1932-2023) avait sa maison juste sous la Rocca di Sala. L'été, il travaillait ici et il n'était pas difficile de le voir se promener sur la route qui va de Piazza Duomo à Rocca di Sala.

## Galerie

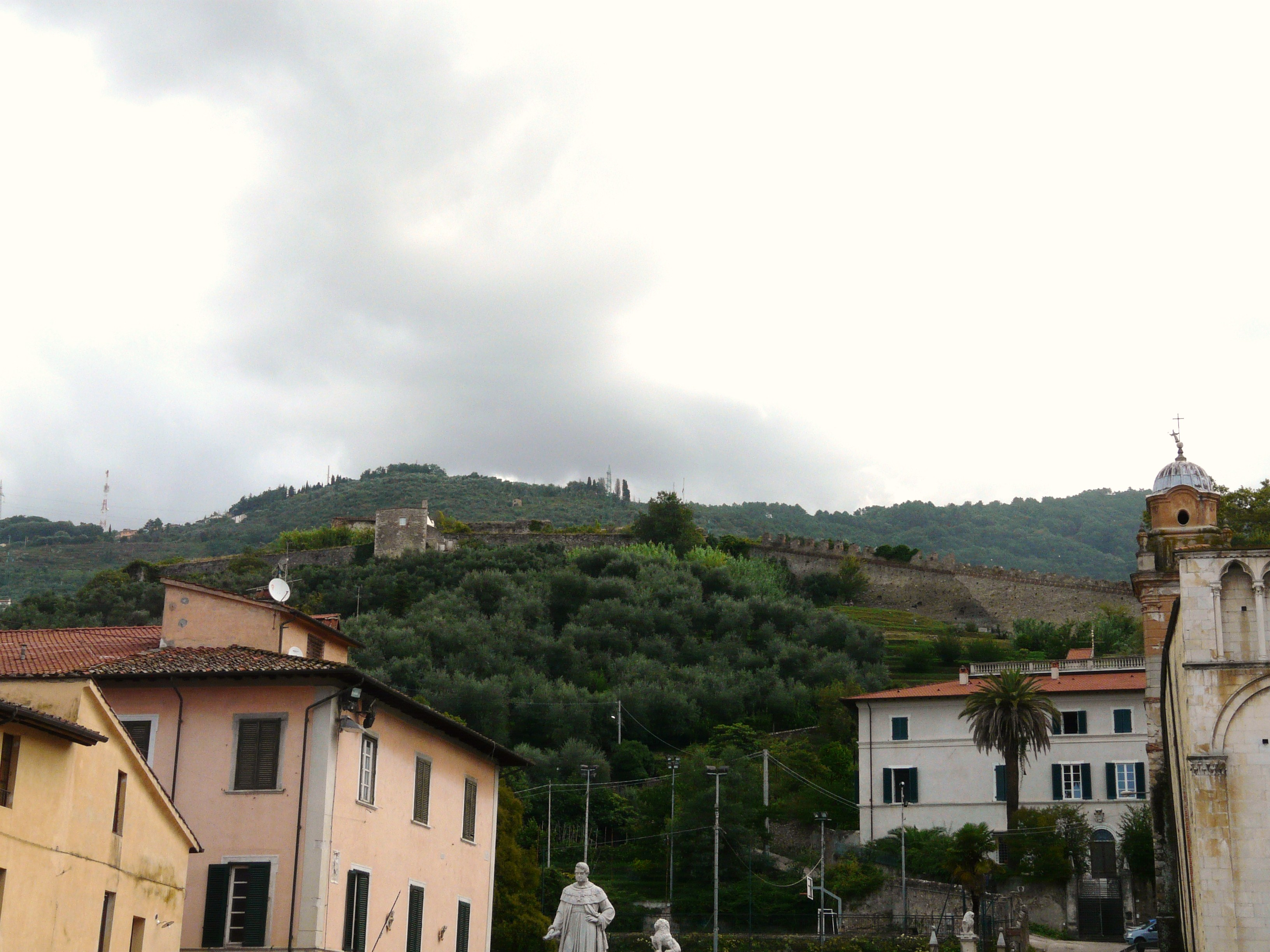
Les murailles de Pietrasanta.
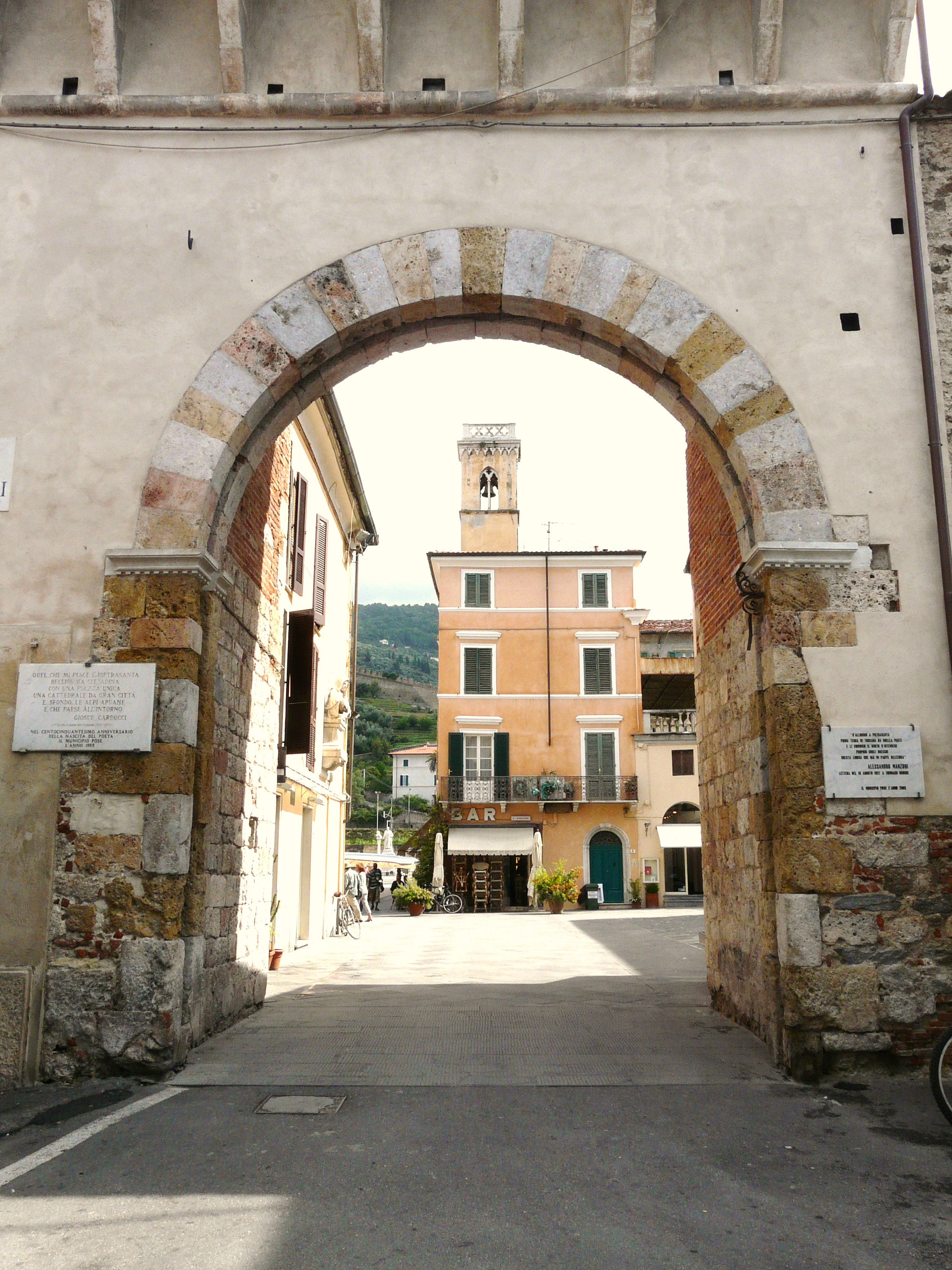
La Porta a Pisa.